# کاروانسرای نیگنان
کاروانسرای نیگنان، بنایی تاریخی است مربوط به دوره قاجار که در روستای نیگنان از توابع دهستان علی‌جمال بخش مرکزی شهرستان بشرویه واقع شده‌است. این اثر در تاریخ ۲۶ دی ۱۳۸۶ با شمارهٔ ثبت ۲۰۵۶۳ به‌عنوان یکی از آثار ملی ایران به ثبت رسیده است.